# 5857 Neglinka
Az 5857 Neglinka (ideiglenes jelöléssel 1975 TM2) a Naprendszer kisbolygóövében található aszteroida. Ljudmila Ivanovna Csernih fedezte fel 1975. október 3-án.